# Goya/Beste Regie

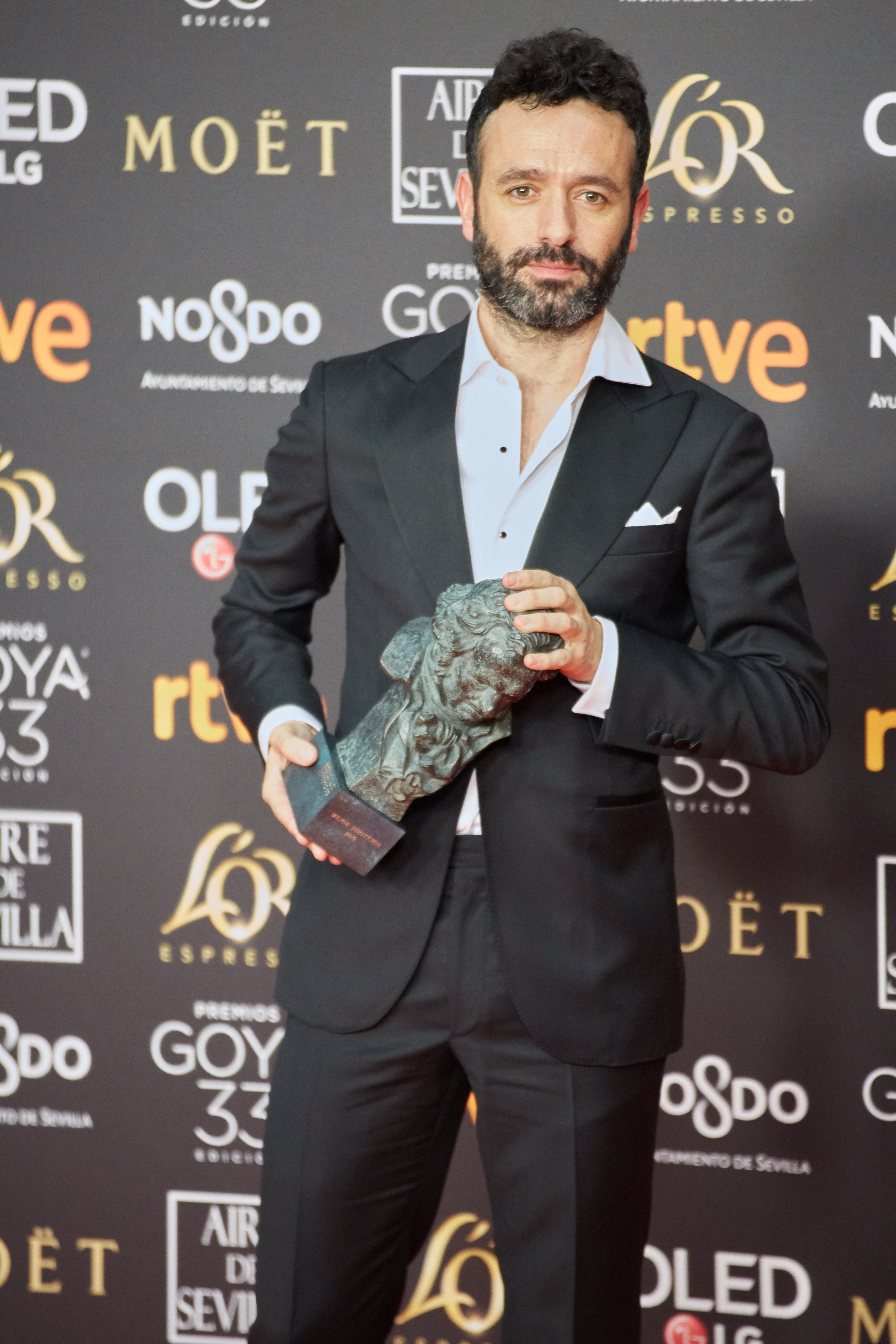
Der Preisträger von 2019 und 2023: Rodrigo Sorogoyen

Gewinner und Nominierte für den spanischen Filmpreis Goya in der Kategorie Beste Regie (Mejor dirección, früher Mejor director) seit der ersten Verleihung im Jahr 1987. Ausgezeichnet werden die besten Filmemacher einheimischer Filmproduktionen (auch spanische Koproduktionen) des jeweils vergangenen Jahres.
Siege weiblicher Filmemacher blieben ähnlich wie bei den französischen Césars Ausnahmen. Nachdem 1997 die Spanierin Pilar Miró mit ihrer historischen Komödie El perro del hortelano den Regiepreis gewonnen hatte, folgten ihr 2004 und 2006 ihre Landsfrauen Icíar Bollaín (Öffne meine Augen) und Isabel Coixet (Das geheime Leben der Worte). Letztere konnte den Preis 2018 für Der Buchladen der Florence Green erneut gewinnen.
| Statistik                         | Name                    | Anzahl | Jahr                                                                   |
| --------------------------------- | ----------------------- | ------ | ---------------------------------------------------------------------- |
| Häufigste Auszeichnungen          | Pedro Almodóvar         | 3      | 2000, 2007, 2020                                                       |
| Häufigste Auszeichnungen          | Fernando León de Aranoa | 3      | 1999, 2003, 2022                                                       |
| Häufigste Auszeichnungen          | Juan Antonio Bayona     | 3      | 2013, 2017, 2024                                                       |
| Häufigste Nominierungen           | Pedro Almodóvar         | 12     | 1989, 1991, 1996, 2000, 2003, 2005, 2007, 2012, 2017, 2020, 2022, 2025 |
| Häufigste Nominierungen ohne Sieg | Montxo Armendáriz       | 3      | 1991, 1998, 2006                                                       |
| Häufigste Nominierungen ohne Sieg | Aitor Arregi            | 3      | 2018, 2020, 2025                                                       |
| Häufigste Nominierungen ohne Sieg | Agustín Díaz Yanes      | 3      | 2002, 2007, 2009                                                       |
| Häufigste Nominierungen ohne Sieg | Jon Garaño              | 3      | 2018, 2020, 2025                                                       |
| Häufigste Nominierungen ohne Sieg | Benito Zambrano         | 3      | 2000, 2006, 2012                                                       |

Die unten aufgeführten Filme werden mit ihrem deutschen Verleihtitel (sofern vorhanden) angegeben, danach folgt in Klammern in kursiver Schrift der spanische Originaltitel.

## 1980er Jahre
1987
Fernando Fernán Gómez – El viaje a ninguna parte
- Emilio Martínez Lázaro – Lulú de noche
- Pilar Miró – Werthers unglückliche Liebe (Werther)

1988
José Luis Garci – Asignatura aprobada
- Bigas Luna – Im Augenblick der Angst (Angustia)
- Vicente Aranda – El lute: Camina o revienta

1989
Gonzalo Suárez – Remando al viento
- Pedro Almodóvar – Frauen am Rande des Nervenzusammenbruchs (Mujeres al borde de un ataque de nervios)
- Ricardo Franco – Berlin Blues (Berlín Blues)
- Antonio Mercero – Das Ohrläppchen des Diktators (Espérame en el cielo)
- Francisco Regueiro – Diario de invierno

## 1990er Jahre
1990
Fernando Trueba – Twisted Obsession (El sueño del mono loco)
- Vicente Aranda – Si te dicen que caí
- Fernando Fernán Gómez – El mar y el tiempo
- Josefina Molina – Esquilache
- Agustí Villaronga – El niño de la luna

1991
Carlos Saura – Ay Carmela! – Lied der Freiheit (¡Ay, Carmela!)
- Pedro Almodóvar – Fessle mich! (¡Átame!)
- Montxo Armendáriz – Briefe von Alou (Las cartas de Alou)

1992
Vicente Aranda – Amantes (Amantes)
- Pilar Miró – Beltenebros
- Imanol Uribe – Der verblüffte König (El rey Pasmado)

1993
Fernando Trueba – Belle Epoque (Belle epoque)
- Bigas Luna – Jamon Jamon (Jamón, jamón)
- Pedro Olea – The Fencing Master (El maestro de esgrima)

1994
Luis García Berlanga – Todos a la cárcel
- Vicente Aranda – Intruso (Intruso)
- Juanma Bajo Ulloa – Die tote Mutter (La madre muerta)

1995
Imanol Uribe – Deine Zeit läuft ab, Killer (Días contados)
- Vicente Aranda – Im Sog der Leidenschaft (La pasión turca)
- José Luis Garci – Canción de cuna

1996
Álex de la Iglesia – El día de la bestia
- Pedro Almodóvar – Mein blühendes Geheimnis (La flor de mi secreto)
- Manuel Gómez Pereira – Boca A Boca (Boca a boca)

1997
Pilar Miró – El perro del hortelano
- Julio Medem – Tierra (Tierra)
- Imanol Uribe – Bwana

1998
Ricardo Franco – La buena estrella
- Montxo Armendáriz – Geheimnisse des Herzens (Secretos del corazón)
- Adolfo Aristarain – Martín (Hache)

1999
Fernando León de Aranoa – Barrio
- Alejandro Amenábar – Virtual Nightmare – Open Your Eyes (Abre los ojos)
- José Luis Garci – El abuelo
- Fernando Trueba – La niña de tus ojos

## 2000er Jahre
2000
Pedro Almodóvar – Alles über meine Mutter (Todo sobre mi madre)
- José Luis Cuerda – La lengua de las mariposas
- Gracia Querejeta – Zeit der Rückkehr (Cuando vuelvas a mi lado)
- Benito Zambrano – Solas

2001
José Luis Borau – Leo
- Jaime Chávarri – Besos para todos
- José Luis Garci – You’re the One (una historia de entonces)
- Álex de la Iglesia – Allein unter Nachbarn – La comunidad (La comunidad)

2002
Alejandro Amenábar – The Others
- Vicente Aranda – Juana la Loca
- Agustín Díaz Yanes – Sin noticias de Dios
- Julio Medem – Lucia und der Sex (Lucía y el sexo)

2003
Fernando León de Aranoa – Montags in der Sonne (Los lunes al sol)
- Emilio Martínez Lázaro – Bedside Stories (El otro lado de la cama)
- Antonio Hernández – Jenseits der Erinnerung (En la ciudad sin límites)
- Pedro Almodóvar – Sprich mit ihr (Hable con ella)

2004
Icíar Bollaín – Öffne meine Augen (Te doy mis ojos)
- Isabel Coixet – Mein Leben ohne mich (My Life Without Me)
- Cesc Gay – En la Ciudad – In der Stadt (En la ciudad)
- David Trueba – Soldados de Salamina

2005
Alejandro Amenábar – Das Meer in mir (Mar adentro)
- Pedro Almodóvar – La mala educación – Schlechte Erziehung (La mala educación)
- Adolfo Aristarain – Roma
- Carlos Saura – El séptimo día

2006
Isabel Coixet – Das geheime Leben der Worte (La vida secreta de las palabras)
- Montxo Armendáriz – Obaba (Obaba)
- Alberto Rodríguez Librero – 7 Jungfrauen (7 vírgenes)
- Benito Zambrano – Havanna Blues (Habana Blues)

2007
Pedro Almodóvar – Volver – Zurückkehren (Volver)
- Agustín Díaz Yanes – Alatriste
- Guillermo del Toro – Pans Labyrinth (El laberinto del fauno)
- Manuel Huerga – Salvador – Kampf um die Freiheit

2008
Jaime Rosales – La soledad
- Icíar Bollaín – Mataharis
- Emilio Martínez Lázaro – Las 13 rosas
- Gracia Querejeta – Siete mesas de billar francés

2009
Javier Fesser – Camino
- José Luis Cuerda – Los girasoles ciegos
- Agustín Díaz Yanes – Las Bandidas – Kann Rache schön sein! (Solo quiero caminar)
- Álex de la Iglesia – The Oxford Murders (Los crímenes de Oxford)

## 2010er Jahre
2010
Daniel Monzón – Zelle 211 – Der Knastaufstand (Celda 211)
- Alejandro Amenábar – Agora – Die Säulen des Himmels (Agora)
- Juan José Campanella – In ihren Augen (El secreto de sus ojos)
- Fernando Trueba – El baile de la Victoria

2011
Agustí Villaronga – Pa negre
- Rodrigo Cortés – Buried – Lebend begraben (Buried)
- Icíar Bollaín – Und dann der Regen (También la lluvia)
- Álex de la Iglesia – Mad Circus – Eine Ballade von Liebe und Tod (Balada triste de trompeta)

2012
Enrique Urbizu – No habrá paz para los malvados
- Pedro Almodóvar – Die Haut, in der ich wohne (La piel que habito)
- Mateo Gil – Blackthorn
- Benito Zambrano – La voz dormida

2013
Juan Antonio Bayona – The Impossible (Lo imposible)
- Pablo Berger – Blancanieves
- Alberto Rodríguez Librero – Kings of the City (Grupo 7)
- Fernando Trueba – Das Mädchen und der Künstler (El artista y la modelo)

2014
David Trueba – Vivir es fácil con los ojos cerrados
- Gracia Querejeta – 15 años y un día
- Manuel Martín Cuenca – Caníbal
- Daniel Sánchez Arévalo – La gran familia española

2015
Alberto Rodríguez Librero – La isla mínima – Mörderland (La isla mínima)
- Daniel Monzón – El Niño – Jagd vor Gibraltar (El Niño)
- Damián Szifron – Wild Tales – Jeder dreht mal durch! (Relatos salvajes)
- Carlos Vermut – Magical Girl

2016
Cesc Gay – Freunde fürs Leben (Truman)
- Paula Ortiz – La novia
- Isabel Coixet – Nobody Wants the Night (Nadie quiere la noche)
- Fernando León de Aranoa – A Perfect Day

2017
Juan Antonio Bayona – Sieben Minuten nach Mitternacht (Un monstruo viene a verme)
- Pedro Almodóvar – Julieta
- Alberto Rodríguez Librero – Paesa – Der Mann mit den tausend Gesichtern (El hombre de las mil caras)
- Rodrigo Sorogoyen – Die Morde von Madrid (Que Dios nos perdone)

2018
Isabel Coixet – Der Buchladen der Florence Green (The Bookshop)
- Aitor Arregi und Jon Garaño – Handia
- Manuel Martín Cuenca – El Autor (El autor)
- Paco Plaza – Verónica – Spiel mit dem Teufel (Verònica)

2019
Rodrigo Sorogoyen – Macht des Geldes (El reino)
- Asghar Farhadi – Offenes Geheimnis (Todos lo saben)
- Javier Fesser – Wir sind Champions (Campeones)
- Isaki Lacuesta – Entre dos aguas

## 2020er Jahre
2020
Pedro Almodóvar – Leid und Herrlichkeit (Dolor y gloria)
- Alejandro Amenábar – Mientras dure la guerra
- Aitor Arregi, Jon Garaño, Jose Mari Goenaga – Der endlose Graben (La trinchera infinita)
- Óliver Laxe – O que arde

2021
Salvador Calvo – Adú
- Icíar Bollaín – Rosas Hochzeit (La boda de Rosa)
- Isabel Coixet – Nieva en Benidorm
- Juanma Bajo Ulloa – Baby

2022
Fernando León de Aranoa – Der perfekte Chef (El buen patrón)
- Pedro Almodóvar – Parallele Mütter (Madres paralelas)
- Icíar Bollaín – Maixabel – Eine Geschichte von Liebe, Zorn und Hoffnung (Maixabel)
- Manuel Martín Cuenca – Die geheime Tochter (La hija)

2023
Rodrigo Sorogoyen – As bestas
- Pilar Palomero – La maternal
- Alberto Rodríguez Librero – Modelo 77
- Carla Simón – Alcarràs – Die letzte Ernte (Alcarràs)
- Carlos Vermut – Mantícora

2024
Juan Antonio Bayona – Die Schneegesellschaft (La sociedad de la nieve)
- Isabel Coixet – Un amor
- Víctor Erice – Cerrar los ojos
- Elena Martín – Creatura
- David Trueba – Jokes & Cigarettes (Saben aquell)

2025
Isaki Lacuesta und Pol Rodríguez – Segundo premio
- Pedro Almodóvar – The Room Next Door
- Aitor Arregi und Jon Garaño – Marco
- Arantxa Echevarría – La infiltrada
- Paula Ortiz – Die rote Jungfrau (La virgen roja)